# LATAM Airlines Group
De LATAM Airlines Group is een Chileens-Braziliaanse multinationale holding in de luchtvaartsector onder Chileens recht met zijn hoofdkantoor in Santiago. De holding is ontstaan door de samenvoeging van het Chileense LAN Airlines en het Braziliaanse TAM Linhas Aéreas en hun dochtermaatschappijen.
De LATAM Airlines Group heeft ruim 35.500 werknemers in dienst en vervoerde in 2023 74 miljoen passagiers en 945.500 ton vracht. Het is daarmee het grootste luchtvaartbedrijf in Latijns-Amerika.

## Geschiedenis

### Voorlopers
LAN Airlines, het huidige LATAM Airlines Chile, werd op 5 mei 1929 in Chili opgericht als Línea Aeropostal Santiago-Arica. In de periode na de oprichting werden meerdere dochtermaatschappijen opgericht. Dit leidde tot de naamswijziging in LAN Airlines in 2004.
TAM Linhas Aéreas, het huidige LATAM Airlines Brasil, werd opgericht op 21 februari 1961 als TAM - Táxi Aéreo Marília, vernoemd naar Marília. Op 15 mei 2000 veranderde de naam naar TAM Linhas Aéreas.

### Fusie
Op 13 augustus 2010 werd een eerste akkoord gesloten tussen beide maatschappijen om mogelijk te fuseren. Op 22 juni 2012 gingen de aandeelhouders van TAM Linhas Aéreas akkoord met de overname door LAN Airlines. Daarmee werd de LATAM Airlines Group officieel gevormd. Op 31 maart 2014 sloot de groep zich aan bij Oneworld, maar verliet de alliantie weer op 1 mei 2020.

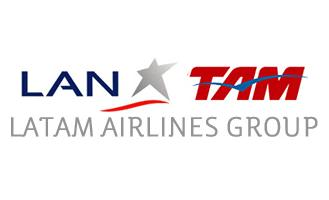
Logo van de LATAM Airlines Group tot de rebranding in 2015

Op 6 augustus 2015 kondigde de LATAM Airlines Group aan dat ze verdergaan onder de naam LATAM. Bij de rebranding werd een nieuw logo en kleurenschema ingevoerd voor alle onderdelen. Ook werden nieuwe uniformen geïntroduceerd.
In 2016 kocht Qatar Airways een aandelenbelang van 10% in LATAM. Qatar Airways betaalde hiervoor $10 per aandeel waarmee het aandelenvermogen van LATAM met $613 miljoen toenam. Op 26 september 2019 maakte Delta Air Lines, Inc. bekend een minderheidsbelang van 20% te nemen in de LATAM Airlines Group ter waarde van zo’n $1,9 miljard. Op 26 mei 2020 vroeg de LATAM Airlines Group in de Verenigde Staten voor een deel van de activiteiten bescherming aan tegen schuldeisers. De Chapter 11 werd aangevraagd vanwege economische problemen door de coronapandemie. Op 17 juni 2020 besloot LATAM alle vluchten in Argentinië te staken. Door de coronacrisis was deze activiteit niet meer rendabel. LATAM Airlines Argentina hield op te bestaan.
Op 30 september 2022 werd een joint venture met Delta Air Lines gestart waarmee de groep meer vluchten kan aanbieden naar de Verenigde Staten.
Op 28 februari 2024 staakte de LATAM Airlines Group al haar vluchten in Argentinië als protest tegen de regering van de nieuwgekozen president Javier Milei.

## Dochterondernemingen

### Huidig
De LATAM Airlines Group heeft minder- en meerderheidsbelangen in zes luchtvaartmaatschappijen en drie vrachtluchtvaartmaatschappijen. Deze zijn als volgt:
- LATAM Airlines Chile
- LATAM Airlines Brasil
- LATAM Airlines Colombia
- LATAM Airlines Ecuador
- LATAM Airlines Paraguay
- LATAM Airlines Perú
- LATAM Cargo Brasil
- LATAM Cargo Chile
- LATAM Cargo Colombia

### Voormalig
De LATAM Airlines Group bestond ook uit de volgende maatschappijen:
- LATAM Airlines Argentina, uitvoeringen gestaakt in 2020.
- LATAM Cargo Mexico, belang van 39,5% verkocht in 2018. De maatschappij heet nu MasAir.
- Florida West International Airways, belang van 25% verkocht aan Atlas Air.

## Activiteiten
De LATAM Airlines Group is een grote luchtvaartgroep en zorgt voor passagiers- en vrachtvervoer en vliegtuigonderhoud. De groep vliegt passagiers naar 155 bestemmingen in 28 landen in alle Amerika’s, Europa, Oceanië en Zuid-Afrika (september 2024). Daarnaast vliegt de maatschappij vracht naar 166 bestemmingen in 33 landen (2023). Het grootste marktaandeel in passagiersvervoer had de groep in Peru met 63% (2023).
De groep heeft hubs op de luchthavens van Bogotá, Lima, Santiago en São Paulo.
De aandelen van het bedrijf staan genoteerd aan de Santiago Stock Exchange en aan de New York Stock Exchange (ticker symbol:LTM). De grootste aandeelhouder is Sixth Street Partners met 27,91% van de aandelen, gevolgd door Strategic Value Partners met 16,02%, Delta Air Lines (10,05%) en Qatar Airways (10,03%) en de Cueto Group met 5,03%.

### Resultaten
In onderstaande tabel staan de resultaten van de LATAM Airlines Group:
| Jaar | Omzet (× US$ miljard) | Nettoresultaat (× US$ miljoen) | Werknemers | Passagiers   | Vracht in tonnen | Bron   |
| ---- | --------------------- | ------------------------------ | ---------- | ------------ | ---------------- | ------ |
| 2012 | 9,722                 | 24,3                           | 53.599     | 64,9 miljoen | 1.200.000        | [ 24 ] |
| 2013 | 13,266                | −0,281                         | 52.997     | 66,6 miljoen | 1.171.000        | [ 25 ] |
| 2014 | 12,471                | −0,109                         | 52.072     | 67,8 miljoen | 1.102.000        | [ 26 ] |
| 2015 | 10,125                | −0,219                         | 50.413     | 67,8 miljoen | 1.009.000        | [ 27 ] |
| 2016 | 9,527                 | 69,2                           | 45.916     | 66,9 miljoen | 944.000          | [ 28 ] |
| 2017 | 10,163                | 155                            | 43.095     | 67 miljoen   | 896.000          | [ 29 ] |
| 2018 | 10,368                | 181                            | 41.170     | 68,8 miljoen | 921.000          | [ 30 ] |
| 2019 | 10,430                | 190                            | 41.729     | 74,2 miljoen | 903.000          | [ 31 ] |
| 2020 | 4,334                 | −4545                          | 28.396     | 28,3 miljoen | 785.000          | [ 32 ] |
| 2021 | 5,111                 | −4647                          | 29.114     | 40,2 miljoen | 801.000          | [ 33 ] |
| 2022 | 9,516                 | 1339                           | 32.507     | 62 miljoen   | 901.000          | [ 34 ] |
| 2023 | 11,789                | 582                            | 35.568     | 74 miljoen   | 946.000          | [ 2 ]  |

## Vloot

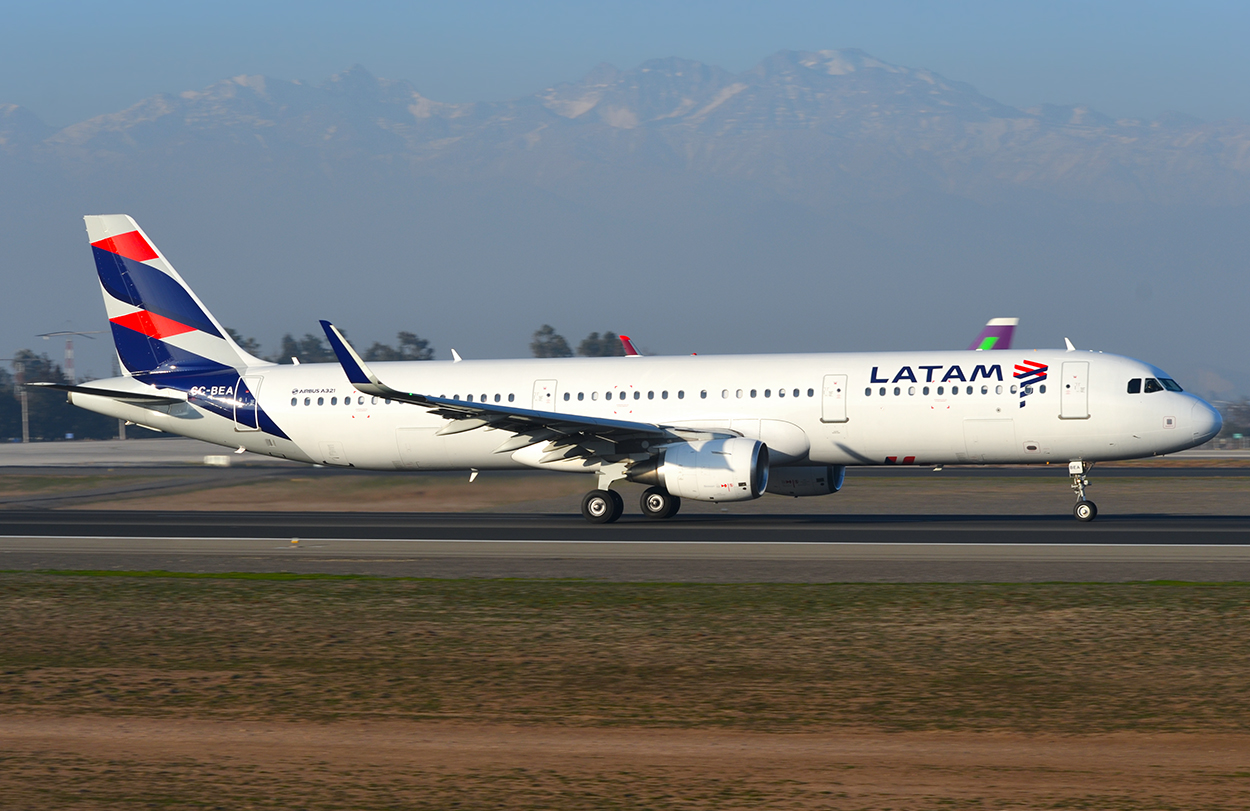
Een Airbus A321-200 van LATAM Chile

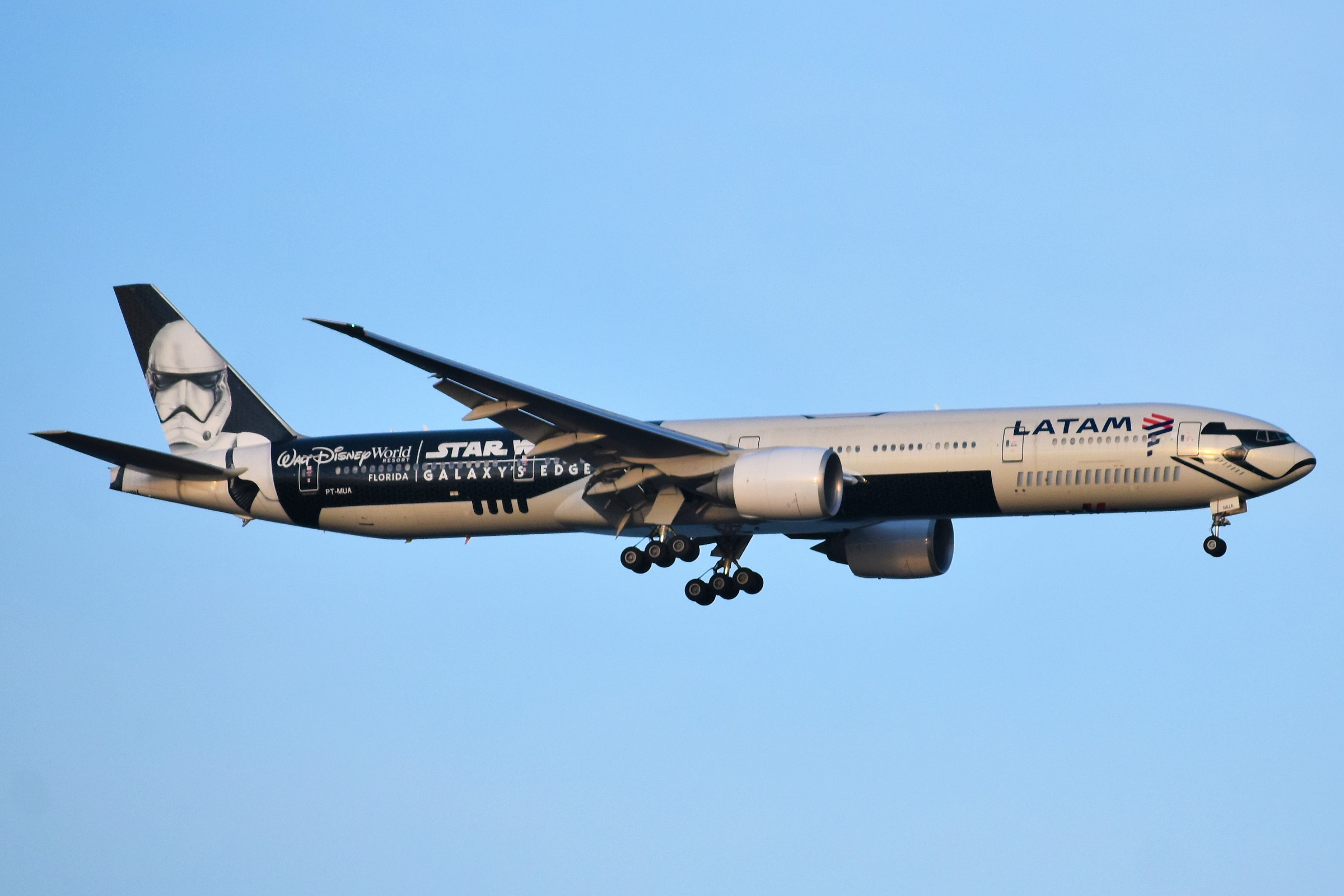
Een Boeing 777-300ER in Star Wars-kleurenschema

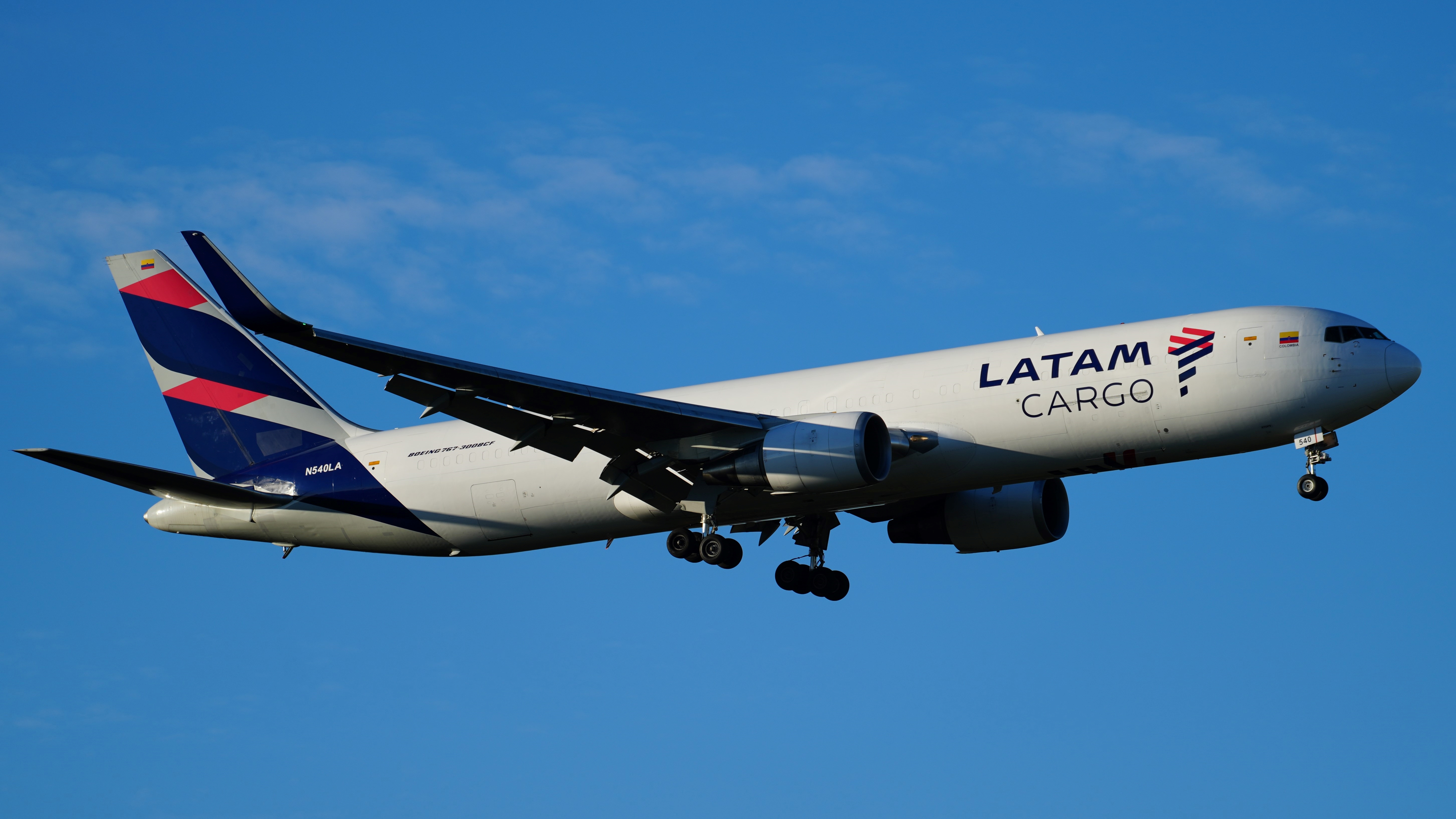
Een Boeing 767-300ER/BCF van LATAM Cargo Colombia

De LATAM Airlines Group beschikt over een vloot verdeeld over haar dochtermaatschappijen.
De vloot van de LATAM Airlines Group bestaat uit de volgende toestellen (september 2024):
| Type                 | In dienst | Orders | Opmerkingen                 |
| -------------------- | --------- | ------ | --------------------------- |
| Airbus A319-100      | 40        | —      |                             |
| Airbus A320-200      | 135       | —      |                             |
| Airbus A320neo       | 25        | 13     |                             |
| Airbus A321-200      | 49        | —      |                             |
| Airbus A321neo       | 14        | 49     | In dienst voor LATAM Brasil |
| Airbus A321XLR       | —         | 13     | Leveringen vanaf 2025       |
| Boeing 767-300ER     | 9         | —      |                             |
| Boeing 787-8         | 10        | —      |                             |
| Boeing 787-9         | 27        | 9      |                             |
| Boeing 777-300ER     | 10        | —      | In dienst voor LATAM Brasil |
| Vrachtvloot          |           |        |                             |
| Boeing 767-300F      | 9         | —      |                             |
| Boeing 767-300ER/BCF | 13        | —      |                             |
| Totaal               | 341       | 84     |                             |

## Codeshare-overeenkomsten
De onderdelen van de LATAM Airlines Group onderhouden codeshare-overeenkomsten met de volgende luchtvaartmaatschappijen:
| Aeroméxico      | [ 36 ] | Lufthansa         | [ 37 ] | Turkish Airlines | [ 38 ] |
| Delta Air Lines | [ 39 ] | Malaysia Airlines | [ 40 ] | Virgin Atlantic  | [ 41 ] |
| Emirates        | [ 42 ] | Qantas            | [ 43 ] | Voepass          | [ 44 ] |
| Finnair         | [ 45 ] | Qatar Airways     | [ 46 ] |                  |        |

## Duurzaamheid
De LATAM Airlines Group heeft een duurzaamheidsplan. De groep heeft besloten in 2030 50% minder koolstofdioxide uit te stoten en in 2050 netto neutraal te willen zijn. In 2022 voerde de groep de eerste vlucht in Zuid-Amerika uit op biobrandstof. In 2023 werd ook de eerste internationale vlucht op SAF uitgevoerd door LATAM Cargo Colombia.